# Hexe
Hexe is een Duits historisch merk van motorfietsen en hulpmotoren.
De bedrijfsnaam was: Hexe Hamakraft Aktiengesellschaft, Bamberg.
Hexe was een van de honderden Duitse bedrijfjes die zich in 1923 op de motorfietsmarkt begaven. Hexe deed dat met 142- en 269cc-tweetaktmotoren. Men schakelde rond 1924 over op 346- en 500cc-zijklepmotoren, tamelijk eenvoudige en voor die tijd ouderwetse machines die nog riemaandrijving hadden. De markt voor goedkope motorfietsen was echter veel te klein voor honderden merken en toen in 1925 meer dan 150 Duitse merken de productie beëindigden hoorde Hexe daar ook bij.